# توماس بوتير
توماس بوتير (بالإنجليزية: Thomas Potter)‏ (10 سبتمبر 1844 - 27 أبريل 1909) هو لاعب كريكت بريطاني (وحمل سابقاً جنسية المملكة المتحدة لبريطانيا العظمى وأيرلندا).